# أوتيس بارتون
أوتيس بارتون (بالإنجليزية: Otis Barton) (و. 1899 – 1992 م) هو مخترع، وممثل، وممثل أفلام، ومنتج أفلام، ومصور سينمائي، ومخترع ‏، ومخرج أفلام، وعالم نبات، وعالم حيواني، وغطاس أمريكي، ولد في نيويورك، توفي عن عمر يناهز 93 عاماً.

## التعليم
تعلم في جامعة هارفارد، وتعلم في جامعة كولومبيا
.

## وصلات خارجية
- أوتيس بارتون على موقع IMDb (الإنجليزية)
- أوتيس بارتون على موقع الموسوعة البريطانية (الإنجليزية)

- أوتيس بارتون في قاعدة بيانات الأفلام على الإنترنت